# المعتمد - آخر ملك لإشبيلية (كتاب)

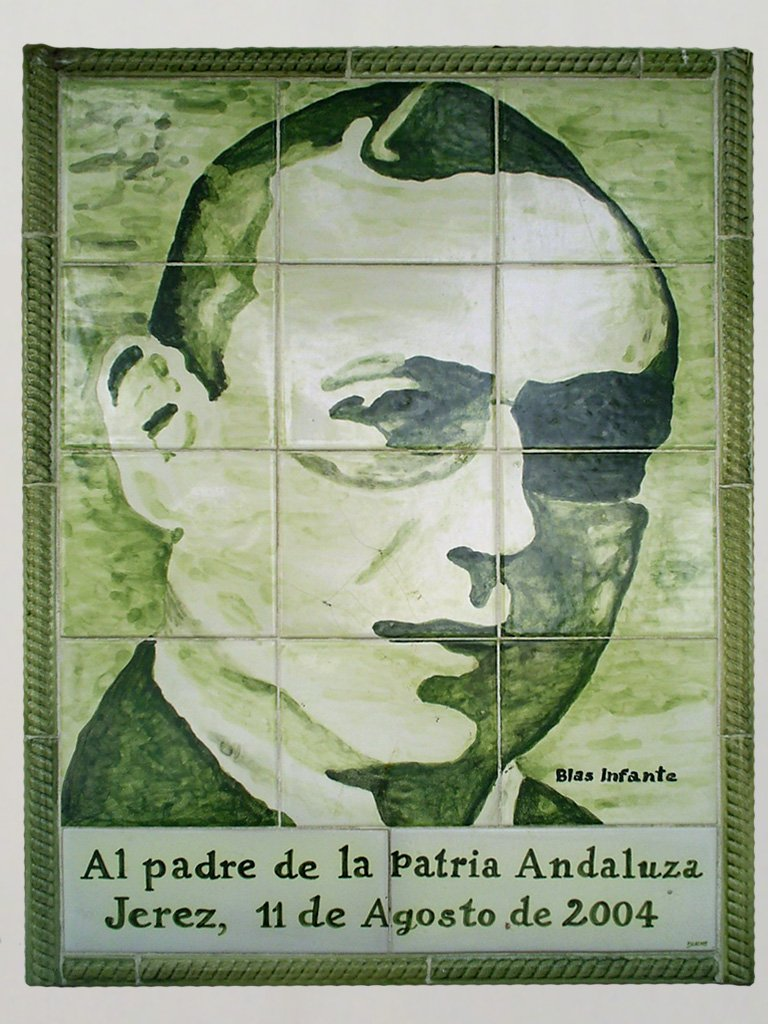
رسم لمؤلِّف الكتاب بلاس إنفانتي في مدينة شريش جنوب إسبانيا.

المعتمد، آخر ملك لإشبيلية (بالإسبانية: Motamid, último rey de Sevilla)‏ هو كتاب في الفكري السياسي يتناول سيرة المعتمد بن عبَّاد أقوى حكام المسلمين في عصر ملوك الطوائف، ألَّفة الكاتب الإسباني بلاس إنفانتي في عام 1920. يتحدَّث الكتاب بأسلوب تراجيدي عن حياة ومحن المعتمد، الذي كان آخر ملوك بني عبَّاد في إشبيلية قبل أن يقضي على مملكته المرابطون، ويُظهِر تاريخه على أنَّه امتدادٌ وجزءٌ من معاناة الشعب الأندلسي، الممُزَّق بين أمَّتين متحاربتين (المسلمون والمسيحيُّون).
يُصوِّر بلاس إنفانتي المعتمدَ كرمزٍ للاعنفية والتسامح، فيما يصوَّر الأندلس بمجملها على أنَّها بلادٌ تنعم بالحريات والتعايش المشترك، وبعيدةً كل البعد عن العنف والكراهية. في الكتاب، يعتبر المعتمد بن عبَّاد مجسِّد الروح الأندلسية المتسامحة ضدَّ الطامعين الذين يدَّعون أنَّهم يمثلون روح الأندلس.